# Lichenopeltella cladoniarum
Lichenopeltella cladoniarum (лат.) — вид лихенизированных грибов класса Дотидеомицеты.

## Описание
Плодовые тела (аскокарпы) с кататециями тёмной окраски. Споры бесцветные эллипсоидной формы размером 18—21×5—6 мкм. Размеры сумок (асков) 36×14 мкм.

## Распространение
Обнаружен растущим на подециях Кладонии лесной в самоне Булган, Монголия и префектуре Яманаси, Япония. Встречается также в Северной Европе, Гренландии и Исландии.